# Marisol Nava
Marisol Nava (Chiautempan, Tlaxcala, 1975) es una poeta, investigadora y profesora mexicana.

## Biografía
Es egresada de la licenciatura en lengua y literatura hispanoamericana, y de la maestría en literatura mexicana, ambas por la Universidad Autónoma de Tlaxcala; realizó el doctorado en humanidades por la Universidad Autónoma Metropolitana.
Formó parte del último episodio La voz de sus autores (2020), una serie de jornadas literarias en las que escritores y escritoras tlaxcaltecas compartieron sus textos y sus experiencias. En 2019, fue reconocida con el premio “Literato del Mes”, otorgado por el Instituto Tlaxcalteca de la Cultura. Mientras que, desde 2025, es directora de la revista Pirandante, editada por la Facultad de Filosofía y Letras de su alma máter.

## Estilo artístico
Su obra está dedicada a la poesía, abarcando temas que van desde la soledad, la muerte y el amor a través de metáforas. Sus poemas se distinguen por tener versos breves.

## Publicaciones
Ha publicado libros como:
- Fisuras del paraíso (2017)
- En el umbral. Registros fantásticos en tres cuentos de Inés Arredondo (2015)
- Parpadeo de muerte (2011)
- Evocación oracular (2007)
- Lenguas y Campanas (2001)
- Murmullo del viento (1997)

### Publicaciones colaborativas
- Literatura hispanoamericana: Juegos y estrategias (2012)
- Nuevas narrativas mexicanas (2012)
- Mito y fantasía: Una vuelta al origen (2013)
- Parodia en la literatura hispanoamericana contemporánea (2014)
- Nuevas narrativas mexicanas 2 (2014)
- Paisajes góticos (2015)[2]